# Nederlandse kampioenschappen zwemmen 1930
De Nederlandse kampioenschappen zwemmen 1930 werden gehouden op 26 en 27 juli 1930 in Gouda, Nederland.
Door een polio-epidemie was het aanvankelijk onzeker of de zwemkampioenschappen zouden doorgaan. Op advies van een arts werden ze niet afgelast, al bleven uit voorzorg veel damesteams weg. Een consequentie daarvan was dat op diverse afstanden maar één deelneemster was, en voor de nieuw geïntroduceerde 300 meter wisselslag had zich bij de vrouwen helemaal niemand opgegeven. Bij de mannen was op dit nummer slechts één deelnemer. Schoonspringkampioene Truus Klapwijk ontbrak door ziekte.
De In memoriam Hendrik van Essen-beker werd met 40 punten gewonnen door Het Y, de Turmac-beker met 26 punten door de Rotterdamsche Dames Zwemclub.

## Zwemmen

### Mannen
| Afstand:           | Goud:                                                                          | Tijd    | Zilver:                             | Tijd    | Brons:                   | Tijd    |
| 100 m vrije slag   | Henk van Essen Het Y                                                           | 1.06,0  | Henk de Haas Zian                   | 1.06,2  | Guus Ingenluyff HZ&PC    | 1.06,6  |
| 200 m vrije slag   | Henk de Haas Zian                                                              | 2.33,4  | J. H. Brink De Dolfijn              | 2.36,4  | W. Kemper Groningen      | 2.46,2  |
| 400 m vrije slag   | Henk de Haas Zian                                                              | 5.34,8  | Dick de Man UZC                     | 5.36,8  | Gerrit van Voorst AZ '70 | 5.51,2  |
| 1500 m vrije slag  | Dick de Man UZC                                                                | 23.17,8 | Jan van Hemsbergen Haarlem          | 23.25,0 | A. J. Braam HPC          | 23.36,2 |
| 100 m rugslag      | Henk de Haas Zian                                                              | 1.18,0  | E. D. v. d. Sleesen Otter           | 1.20,8  | G. Voogd Het Y           | 1.28,8  |
| 200 m schoolslag   | Leen Korpershoek RZC                                                           | 3.05,6  | C. H. Vrugt DWR                     | 3.06,8  | Gérard Hegi Zian         | 3.18,2  |
| 300 m wisselslag   | Gérard Hegi Zian                                                               | 5.04,2  |                                     |         |                          |         |
| 3x50 m wisselslag  | HVGB A. J. van der Meer H. Kooy J. Schouw                                      | 1.42,2  | HZ&PC                               | 1.43,6  | Het Y                    | 1.44,4  |
| 5x50 m vrije slag  | HZ&PC Guus Ingenluyff Hans Maurenbrecher Dhr. Prins Dhr. Gerkens Dhr. van Wijk | 2.31,2  | Het Y Henk van Essen                | 2.31,6  | GZC                      | 2.55,8  |
| 4x100 m vrije slag | Het Y Dhr. Smit Dhr. van Es Henk van Essen Soesoe van Oostrom Soede            | 4.42,0  | HZ&PC                               | 4.47,0  |                          |         |
| 4x200 m vrije slag | Het Y A. J. C. Hazenberg Dhr. van Es Soesoe van Oostrom Soede Henk van Essen   | 11.23,4 | De Dolfijn J. H. Brink Frans Kuyper | 11.23,8 | HZ&PC                    | 11.39,6 |

### Vrouwen
| Afstand:           | Goud:                                                                 | Tijd   | Zilver:             | Tijd   | Brons:            | Tijd   |
| 100 m vrije slag   | Eva Smits Inter Nos                                                   | 1.25,2 |                     |        |                   |        |
| 400 m vrije slag   | Dientje Hüsken ADZ                                                    | 6.40,6 |                     |        |                   |        |
| 100 m rugslag      | Jannetje Korthoff Inter Nos                                           | 1.30,6 |                     |        |                   |        |
| 200 m schoolslag   | P. F. de Vries Inter Nos                                              | 3.22,4 | Coba Huybers Het Y  | 3.24,8 | Jenny Kastein HDZ | 3.27,4 |
| 300 m wisselslag   | geen (afgelast)                                                       |        |                     |        |                   |        |
| 3x50 m wisselslag  | RDZ I Truus Baumeister Cor van Gelder Greta Brouwers                  | 1.55,4 | Inter Nos Eva Smits | 1.59,0 | RDZ II            | 2.07,2 |
| 5x50 m vrije slag  | RDZ Mej. Visser Mej. Muller Rie Olsen Cor van Gelder Truus Baumeister | 3.04,2 |                     |        |                   |        |
| 4x100 m vrije slag | RDZ Rie Olsen Cor van Gelder Mej. Visser Truus Baumeister             | 5.37,2 | Inter Nos           | 5.59,0 |                   |        |

## Schoonspringen

### Mannen
| Onderdeel: | Goud:              | Score  | Zilver:              | Score  | Brons:              | Score  |
| 3 m plank  | Joop Stotijn HZ&PC | 138,52 | Henk Lotgering Het Y | 124,86 | Louis Gompers Het Y | 104,28 |

### Vrouwen
| Onderdeel: | Goud:                     | Score | Zilver:                     | Score | Brons:           | Score |
| 3 m plank  | Catharina Hesterman Het Y | 65,78 | M. Sutherland Rooyaards HDZ | 59,58 | Bella Zegger ADZ | 54,84 |

Langebaan (50 meter):

1920 ·
1921 ·
1922 ·
1923 ·
1924 ·
1925 ·
1926 ·
1927 ·
1928 ·
1929 ·
1930 ·
1931 ·
1932 ·
1933 ·
1934 ·
1935 ·
1936 ·
1937 ·
1938 ·
1939 ·
1940 ·
1941 ·
1942 ·
1943 ·
1944 ·
1945 ·
1946 ·
1947 ·
1948 ·
1949 ·
1950 ·
1951 ·
1952 ·
1953 ·
1954 ·
1955 ·
1956 ·
1957 ·
1958 ·
1959 ·
1960 ·
1961 ·
1962 ·
1963 ·
1964 ·
1965 ·
1966 ·
1967 ·
1968 ·
1969 ·
1970 ·
1971 ·
1972 ·
1973 ·
1974 ·
1975 ·
1976 ·
1977 ·
1978 ·
1979 ·
1980 ·
1981 ·
1982 ·
1983 ·
1984 ·
1985 ·
1986 ·
1987 ·
1988 ·
1989 ·
1990 ·
1991 ·
1992 ·
1993 ·
1994 ·
1995 ·
1996 ·
1997 ·
1998 ·
Amersfoort 1999 ·
Drachten 2000 ·
Eindhoven 2001 ·
Amersfoort 2002 ·
Amsterdam 2003 ·
Amsterdam 2004 ·
Amsterdam 2005 ·
Eindhoven 2006 ·
Amsterdam 2007 ·
Eindhoven 2008 ·
Eindhoven 2009 ·
Eindhoven 2010 ·
Eindhoven juni 2011 ·
Eindhoven december 2011 ·
Amsterdam 2012 ·
Eindhoven 2013 ·
Eindhoven 2014 ·
Eindhoven 2015 ·
Eindhoven 2016 ·
Eindhoven 2017 ·
Amersfoort 2018 ·
Amersfoort 2019 ·
2020 ·
2021 ·
Amersfoort 2022 ·
Amersfoort 2023 ·
Amersfoort 2024

Kortebaan (25 meter):

1980 ·
1981 ·
1982 ·
1983 ·
1984 ·
1985 ·
1986 ·
1987 ·
1988 ·
1989 ·
1990 ·
1991 ·
1992 ·
1993 ·
1994 ·
1995 ·
1996 ·
1997 ·
's-Hertogenbosch 1998 ·
Nieuwegein 1999 ·
Nieuwegein 2000 ·
Alphen aan den Rijn 2001 ·
Eindhoven 2002 ·
Drachten 2004 ·
Amsterdam 2005 ·
Drachten 2006 ·
Amsterdam 2007 ·
Amsterdam 2008 ·
Amsterdam 2009 ·
Amsterdam 2010 ·
Amsterdam 2012 ·
Dordrecht 2013 ·
Tilburg 2014 ·
Tilburg 2015 ·
Hoofddorp 2016 ·
Hoofddorp 2017 ·
Tilburg 2018 ·
Tilburg 2019 ·
2020 ·
Den Haag 2021 ·
Den Haag 2022 ·
Den Haag 2023